# Margaux Farrell
Margaux Farrell (ur. 22 sierpnia 1990 w Allendale) – francuska pływaczka, posiadająca również amerykańskie obywatelstwo.
Specjalizuje się głównie w stylu dowolnym.
Brązowa medalistka igrzysk olimpijskich w Londynie (2012) w sztafecie 4 × 200 m stylem dowolnym. Brązowa medalistka mistrzostw Europy z Budapesztu (2010) w tej samej sztafecie.